# Давид IV (католикос)
Давид IV — 34-й глава алуанского католикосата Армянской апостольской церкви, пробыл на должности 28 лет, сменив прошлого католикоса Мовсеса III.
Был избран от Габалинской епархии. Агванская церковь по канону не возражала против женитьбы на близких родственниках, что и пишет Моисей Каганкатваци:
— «Он благословил незаконный брак князя Шеки. Брат князя, из мирян, сказал ему: „язык твой, Давид, благословивший его, пусть онемеет и пусть отсохнет десница твоя“, что тот час совершилось и осталось до смерти его».
Ему наследовал следующий католикос Овсеп II.